# Saint-Vincent-Bragny
 Saint-Vincent-Bragny  es una población y comuna francesa, en la región de Borgoña, departamento de Saona y Loira, en el distrito de Charolles y cantón de Palinges.

## Demografía
| 825 | 802 | 797 | 796 | 858 | 853 |
| Para los censos de 1962 a 1999 la población legal corresponde a la población sin duplicidades (Fuente: INSEE [Consultar]) |     |     |     |     |     |